# Динар Исламского государства
Дина́р Исла́мского госуда́рства (араб. الدينار الدولة الإسلامية‎) — валюта группировки Исламское государство, введённая на территории провозглашённого ею непризнанного государства. В основе исламского динара лежит концепция исламского золотого динара, содержащего 4,25 грамма золота. Параллельно с динаром выпущен серебряный дирхам, приравненный к 2 граммам серебра, и медный филс.

## История
О планах создания собственной валюты Исламское государство объявило 13 ноября 2014 года. Был опубликован планируемый дизайн монет из золота, серебра и меди. 24 июня 2015 года было объявлено о выпуске ранее анонсированных монет в динарах. Запустить валюту в обращение планировалось в ближайшее время. Запланированный курс этого динара составлял примерно 139 долларов США. Экспертами рассматривались две цели появления такой валюты: пропаганда и стремление придать ИГ ещё один атрибут государственности. Согласно заявлениям ключевых персон ИГ, это позволит государству не зависеть от «финансовой системы, навязанной мусульманам с запада». Выпуску монеты был посвящён документальный фильм «Рассвет халифата и возвращение золотого динара».
В конце 2015 года турецкой полицией была остановлена деятельность подпольного монетного двора в Газиантепе, чеканившего монеты в динарах ИГ.
На подконтрольных территориях в Сирии должностными лицами ИГ было запрещено обращение сирийской валюты, взамен введено обращение дирхамов и фулусов. По словам местных жителей, если у кого-либо находили фунты, их изымали или уничтожали, а взамен выдавали несколько филсов или дирхамов.

## Монеты и банкноты
Казначейство ИГ в 2015 году объявило о чеканке золотых (1 и 5 динаров), серебряных и медных монет, их изображения (как проектов, так и готовых монет) тут же появились в сети.

### Монеты
| Изображение | Номинал     | Металл     | Диаметр (мм) | Толщина (мм) | Масса (г) | Гурт     | Аверс                                                      | Реверс                                             | Тираж | Монетный двор                         |
| ----------- | ----------- | ---------- | ------------ | ------------ | --------- | -------- | ---------------------------------------------------------- | -------------------------------------------------- | ----- | ------------------------------------- |
|             | 10 филсов   | медь       | 29           | 3            | 10        | гладкий  | эмитент, масса чистого металла в монете, номинал (надпись) | полумесяц, номинал (цифра), год чеканки            | н/д   | подпольный монетный двор в Газиантепе |
|             | 20 филсов   | медь       | 37           | 2,6          | 20        | гладкий  | эмитент, масса чистого металла в монете, номинал (надпись) | три пальмы, номинал (цифра), год чеканки           | н/д   | подпольный монетный двор в Газиантепе |
|             | 1 дирхам    | серебро    | 18           | 1            | 2         | рубчатый | эмитент, масса чистого металла в монете, номинал (надпись) | копьё и щит, номинал (цифра), год чеканки          | н/д   | подпольный монетный двор в Газиантепе |
|             | 5 дирхамов  | серебро    | 26           | 2,3          | 10        | рубчатый | эмитент, масса чистого металла в монете, номинал (надпись) | Дамасский белый маяк, номинал (цифра), год чеканки | н/д   | подпольный монетный двор в Газиантепе |
|             | 10 дирхамов | серебро    | 38           | 2,4          | 20        | рубчатый | эмитент, масса чистого металла в монете, номинал (надпись) | Мечеть аль-Акса, номинал (цифра), год чеканки      | н/д   | подпольный монетный двор в Газиантепе |
|             | 1 динар     | золото-875 | 19           | 1,15         | 4,25      | рубчатый | эмитент, масса монеты, проба металла, номинал (надпись)    | 7 колосьев, номинал (цифра), год чеканки           | н/д   | подпольный монетный двор в Газиантепе |
|             | 5 динаров   | золото-875 | 29           | 2,3          | 21,25     | рубчатый | эмитент, масса монеты, проба металла, номинал (надпись)    | карта мира, номинал (цифра), год чеканки           | н/д   | подпольный монетный двор в Газиантепе |

### Банкноты
На июнь 2016 года каких-либо заявлений о печати банкнот в золотых динарах официальными лицами ИГ не делалось. Некоторые эксперты признают выпуск бумажных денег в сложившейся ситуации нецелесообразным; более того, выпуск банкнот расходится с концепцией золотого динара.